# Mirna Radulović
Mirna Radulović (Subotica, 5. jul 1992) je srpska pevačica i pobednica druge sezone muzičkog takmičenja Prvi glas Srbije na Prvoj srpskoj televiziji. Pre prijavljivanja za ovaj šou, bila je pevačica u jednom bendu. Kao pobedničku nagradu je dobila snimanje i promociju svog debitantskog albuma.
Nakon pobede u finalnoj večeri Beosonga 2013, predstavljala je Srbiju na 58. Pesmi Evrovizije zajedno sa Nevenom Božović i Sarom Jovanović pod imenom Моје 3 u Malmeu, Švedskoj.

## Singlovi
| Naziv Pesme:                           | Datum Izlaska:     |
| -------------------------------------- | ------------------ |
| Ljubav je svuda (kao deo grupe Moje 3) | 2. mart 2013.      |
| Slušaj dobro                           | 28. decembar 2013. |
| Pred svima                             | 3. januar 2014.    |

## Spoljašnje veze
- https://web.archive.org/web/20130123011934/http://www.prva.rs/sr/program/emisija/story/21489/Prvi+glas+Srbije+-+superfinale.html
- https://web.archive.org/web/20130119111649/http://www.pulsonline.rs/licna-karta/434/mirna-radulovic